# 洪耀勳
洪耀勳（外文拼音：Hung Yao-hsün／Hung Yao-hsun／Hung Yao-Shun，台文：Âng Iāu-hun，1903年—1986年），南投草屯人。畢業自日本東京帝國大學文學部哲學科，曾任臺北帝國大學講師，二戰爆發時赴往北平任北京師範大學講師、教授，後任北京大學教授，戰後回臺任臺灣大學哲學系教授及系主任，著有《西洋哲學史》、《實存哲學論評》、《哲學導論對話》等，為臺灣哲學思想的先驅。

## 生平
洪耀勳出生於南投草屯。其父洪清江曾任草屯街莊助役、信用組合理事、草屯街協議員等。赴日本內地東京帝國大學文學部哲學科攻讀，1927年返台與臺灣民眾黨幹部吳淮水之妹吳琇進結婚，隔年畢業旋即歸國擔任臺北帝國大學文政學部副手、助手乃至講師，曾於《臺灣文藝》發表〈悲劇哲學─齊克果與尼采〉（悲劇の哲學─キェルケゴールとニイチェ）、〈芸術與哲学─特別是它與歷史社會的關係〉（芸術と哲学─特にその歴史的社会との関係）二文等探討實存哲學。
1937年起中日戰爭全面爆發，日軍佔領華北全境，受過日本高等教育的臺灣知識份子也被派駐至華北佔領區；洪耀勳因此受派赴北平任北京師範大學講師、教授，後於周作人為校長的北京大學任教授，著有《認識論》、《存在與真理─對努茲比塞真理論的一個考察》（存在と真理─ヌツビッゼの真理論の一考察）等。
戰後，1946年洪與滯留北平、天津的臺籍菁英組織臺灣省旅平同鄉會，並創辦《新臺灣》雜誌為臺灣人權益發聲。回臺後受林茂生引薦任國立臺灣大學哲學系教授，而1950年起擔任主任長達二十載，作育英才無數，捍衛哲學思想的自由，然1972年退休後旋即爆發黨政勢力迫害大學自治的臺灣大學哲學系事件。著有《西洋哲學史》、《實存哲學論評》、《哲學導論對話》等，除專研實存哲學外，對佛學亦有領略 ─ 臺大晨曦學社於 1960 年 4 月 8 日成立時曾邀請洪耀勳授講《我對佛教的看法》（My View of Buddhism），此篇附有英文佛學名相的演講記錄，後登載於《菩提樹》第 98 期。
洪耀勳於1986年在美國辭世。其臺大宿舍位於青田街8巷12號，現為老屋茶館。洪耀勳家學淵厚，出身草屯門第，後繼更是人才濟濟：其子洪伯文為生物科技尤其DNA研究的權威；姪子洪伯廷曾任臺灣大學醫學院名譽教授、附設醫院眼科部主治醫師；外甥許世楷為津田塾大學名譽教授、亞東關係協會理事，曾任臺北駐日本經濟文化代表處代表，為在日臺灣獨立運動領導者之一。

## 理論與主張
洪耀勳負笈日本東京帝國大學，1928 年歸國後任職於臺北帝國大學，與屬京都學派的務台理作、岡野留次郎、淡野安太郎共事，受當時思潮京都學派哲學及實存主義（Existenzialismus）影響，著述見諸於學術論叢及報章雜誌等，研究海德格、齊克果、雅斯培、和辻哲郎、努出比徹等，對實存運動思想體系研究建樹甚豐，也以臺灣語言文化為本體來建構實存（die Existenz）思想體系；戰後因言論自由壓制及母語限制，洪耀勳雖轉向實存論的純哲學研究，然在臺灣大學哲學系任內默默守護思想自由，為解嚴後狂飆的本土運動、存在主義等思潮埋下思想遺緒的種子，可謂之「臺灣哲學的盜火者」：

### 以臺灣語言文化為本體的風土論
洪耀勳〈創造臺人言語也算是一大使命〉（1932）主張「沒有言語則沒有思想、沒有思想則沒有批判、沒有批判則不能達到事物的真相」，行文間可端一方面德國浪漫主義的黑格爾辯證法、赫德語言源論，另一方面德國實存主義的海德格語言存有論的思想影響等，自脫於當時臺灣新文學，進而主張臺灣語文自身的主體性。〈風土文化觀─臺灣風土との聯關に於て─〉（1936）兩篇則引述和辻哲郎批判海德格《存在與時間》（Sein und Zeit）而建立以空間為前提之「風土論」 ─ 可參之人文自然環境的環境（Milieu） ─ 來論述臺灣語言文化不可化約的個殊性；此論不僅是為當時臺灣文藝找到思想理據的抽象原則，也是藉由黑格爾辯證法處理臺灣作為「種」的「人間」（此處日文意指為人的總稱，亦為人世間之解）考察，進而提出臺灣「社會性」為中介處理「個人─社會」、「歷史─風土」等箇中互為的辯證關係 。

### 生存交涉的實存哲學
〈今日に於ける哲學の問題〉（1934）兩篇則是從康德 、尼采、馬克思、黑格爾為肇，胡塞爾、海德格為嗣，研論實存哲學 ─  一方面論張哲學「人（間）為何」（人間は何であるか）的命題，另一方面研析黑格爾─海德格如何處理「個人─群體」實存的辯證關係。〈悲劇哲學─齊克果與尼采〉（1935）則由齊克果「實存」─尼采「生」的脈絡處理何以否定之力克服古典哲學體系的崩壞，亦即，回到自身「人間は何であるか」的實存哲學問題。〈芸術と哲学特にその歴史的社会との関係〉（1936）提出「生存交涉」的辯證關係為當時臺灣文藝的論述供以理據 ─ 個體自主自覺的存在與其他客體的存在的實存關係。

### 真理論的絕對辯證法
哲論著作〈存在と真理─ヌツビッゼの真理論の一考察〉（1938） 研究喬治亞哲人努出比徹（Schalwa Nuzubidse）二書《真理與認識的構造─真理論的實在論的第一導論》（Wahrheit und Erkenntnisstruktur. Erste Einleitung in den Aletheiologischen Realismus, 1926）、《哲學與智慧─真理論的特殊導論》（Philosophie und Weisheit. Spezielle Einleitung in die Aletheiologie, 1931），是以努出比徹「真理論」、曾天從「純粹現實學的體系」為底，進而徹底理論化「真理論的絕對辯證法」，提出「相即」互相滲透及「包越」超對立的辯證關係，藉此揚棄絕對否定的中介（intermediate），「作為絕對靜即絕對動的全體的、現實的真理論的絕對辯證法」得以成立的可能。

### 對學術自由的貢獻
洪耀勳擔任臺灣大學哲學系主任二十載間，雖鋒頭不比當時口若懸河的殷海光，但紮實的學術功夫不僅致力與實存主義與德國哲學研究，為本土運動、存在主義等思潮埋下思想遺緒的種子，更是多次任內謹慎進用師資，不但擋下情治系統試圖安插的眼線人馬，並保得同仁陳康、殷海光得以藉《自由中國》發表時論，曾天從能夠私下安然研究馬克思，也不斷栽培哲學後進：傅偉勳赴美深造因其兄長政治犯傅煒亮、傅偉奇政治犯身份受阻，因洪耀勳力保方能成行；聘白色恐怖受難者遺族如臺共知識份子楊克煌之女楊斐華為助教、師承左翼僧侶高執德的東京大學大學院博士葉阿月任教佛學；而楊樹同、郭實渝、胡基峻、張瑞良（張炎憲胞姐）、鄔昆如等皆為洪耀勳門下，無論是學術思想還是實務上，均保衛了臺大哲學系的自由學術風氣 。

## 著作列表
本列表列出洪耀勳的著作：

### 著書
- 1938《認識論》。北平：北平師範大學 [約1938-1945年間，由趙天儀得知以日文書寫線裝書形式出版（上課講義集結成書）]。
- 1957《西洋哲學史》。臺北：中華文化出版事業委員會。
- 1957《西洋哲學史二》。臺北：中華文化出版事業委員會。
- 1962《哲學導論對話》。臺北：協志工業 [1962初版；1966二版；1973 三版；1990 四版]。
- 1966《實存哲學論評》。臺北：水牛 [1966初版；1970二版；1976三版；1989四版]。
- 1982/3《西洋哲學史 新一版》臺北：中國文化大學出版部。

### 篇章論文
- 1932〈創造臺人言語也算是一大使命〉，《臺灣新民報》，號400，版11 [昭和7年1月13日]。
- 1934〈今日に於ける哲學の問題〉，《臺灣教育》，號378，頁68-76 [昭和9年1月]。
- 1934〈今日に於ける哲學の問題〉，《臺灣教育》，號380，頁17-23 [昭和9年3月]。
- 1934〈斷想〉，《臺灣警察時報》，頁43-45 [昭和9年9月，旨在強調煙酒對身心的戕害]。
- 1934〈斷想〉，《臺灣警察時報》，號228，頁102-104 [昭和9年11月，旨在闡述懷疑精神的重要性]。
- 1935〈悲劇の哲學 キェルケゴールとニイチェ 〉，《臺灣文藝》，卷2號4，頁1-9。
- 1935〈臺灣文化資料整理的詮釋學方法〉，《臺灣新民報》 [由〈風土〉得知於昭和10年5月上旬在《新民報》發表，失迭]。
- 1936（正確篇名不詳，但與辯證法有關），《東亞新報》，期55，[由〈藝術と哲學〉得知於昭和11年1月11日發表，失迭]。
- 1936〈芸術と哲学特にその歴史的社会との関係〉，《臺灣文藝》，卷3號3，頁19-27。
- 1936〈風土文化觀─臺灣風土との聯關に於て─〉，《臺灣時報》，頁20-27 [昭和11年6月]。
- 1936〈風土文化觀─臺灣風土との聯關に於て─〉，《臺灣時報》，頁16-23、28 [昭和11年7月]。
- 1938〈存在と真理─ヌツビッゼの真理論の一考察〉，《哲學科研究年報》，輯5，頁195-337 [昭和13年9月15日，推測可能為升等之作]。
- 1938〈廣西の教育〉，《臺灣時報》，頁94-100 [昭和13年12月]。
- 1942〈實存之有限性與形而上學之問題〉，《師大學刊》，卷1，頁1-8。
- 1943〈存在論之新動向〉，《師大學刊》，卷2，頁1-10。
- 1951〈海德格哲學導論〉，《國立臺灣大學文史哲學報》，期2，[民40年2月]。
- 1953〈實存哲學家卡兒．雅思巴斯〉，《國立臺灣大學文史哲學報》，期5，頁113-148 [民42年12月]。
- 1961〈我對佛學的看法〉，《菩提樹》，期98，頁8-9 [民50年1月8日]。
- 1962〈瞿爾結戈特—為人，作品和思想〉，《哲學年刊》，期1，頁80-117。
- 1985〈新世界哲學論考〉，《國立臺灣大學創校四十周年國際中國哲學研討會論文集》，頁1-15。臺北：臺灣大學哲學系

## 延伸閱讀
- 趙天儀，〈杜鵑花季的重逢 — 致吾師洪耀勳先生 （页面存档备份，存于）〉手稿，鍾理和數位博物館。
- 國家圖書館，《臺灣人物小傳─洪耀勳 （页面存档备份，存于）》。
- 中央研究院數位文化中心「典藏臺灣」數位典藏計畫，《洪耀勳名片 （页面存档备份，存于）》（葉榮鐘全集、文書及文庫數位資料館所有）。
- 中央研究院「日治臺灣哲學與實存運動」研究計畫，《日治時期臺灣哲學文獻清單列表 （页面存档备份，存于）》。
- 臺灣大學哲學系，《臺灣哲學研究資料庫 （页面存档备份，存于）》。
- 玉宣，〈洪耀勋：臺湾文化主体性的一个尝试 （页面存档备份，存于）〉，《城與邦》。
- 民視臺灣學堂，《哲學談，淺淺地─淺談日治時期的臺灣哲學 （页面存档备份，存于）》（2017年9月22日）。
- 中央研究院「日治臺灣哲學與實存運動」研究計畫，《臺灣哲學與日本哲學工作坊：洪耀勳哲學的探索 （页面存档备份，存于）》。

- Wu, Rwei-ren. 2003 "Philosophy: Hung Yao-shun's Phenomenology of Taiwanese Spirit". The Formosan Ideology: Oriental Colonialism and The Rise of Taiwanese Nationalism, 1895-1945. Pp. 371-378. Ph.D. dissertation submitted to the Department of Political Science, The University of Chicago.
- 吳叡人，2006，〈福爾摩沙意識型態—試論日本殖民統治下臺灣民族運動「民族文化」論述的形成（1919-1937）〉，《新史學》，卷17期2，頁127-218。
- 廖仁義，1988，〈臺灣哲學的歷史構造─日據時期臺灣哲學思潮的發生與演變〉，《當代》，期28，頁25-34。
- 黃文宏，2017，〈論洪耀勳「真理論的絕對辨證法」的構想〉，《國立臺灣大學哲學論評》，期53，頁1-34（收入洪子偉、鄧敦民（編），2019，《啟蒙與反叛─臺灣哲學的百年浪潮》。臺北：國立臺灣大學出版中心）。
- 志野好伸，2019，〈戰後洪耀勳的實存概念之探討〉，洪子偉、鄧敦民（編），《啟蒙與反叛─臺灣哲學的百年浪潮》。臺北：國立臺灣大學出版中心。
- 林巾力，2007，〈自我、他者、共同體─論洪耀勳《風土文化觀》〉，《臺灣文學研究》，卷1期1，頁73-107。
- 思賢，1967，〈洪耀勳先生的「哲學導論對話」評介〉，《臺灣風物》，卷17期2，頁79-93 [民56年4月28日]。
- 洪子偉，2014，〈臺灣哲學盜火者─洪耀勳的本土哲學建構與戰後貢獻〉，《臺大文史哲學報》，期84，頁113-147。
- 殷海光（著），潘光哲（編），2005，〈致洪耀勳〉，《殷海光書信集》，頁47-49。臺北：臺大出版中心。
- 曾天從，1986，〈悼念洪耀勳兄辭世〉詩十首，《悼念洪耀勳教授紀念演講會》。臺北：臺灣大學文學院 [民75年12月1日]。
- 歐素瑛，2006，〈臺灣西洋哲學教育的引介者─洪耀勳〉，《教育愛：臺灣教育人物誌III》，頁47-60。臺北：國立教育資料館。
- 廖欽彬，2010，〈和辻哲郎的風土論─兼論洪耀勳與貝瑞克的風土觀〉，《華梵人文學報》，期14，頁63-94。
- 廖欽彬，2015，〈東アジアにおける実存哲學の展開─日本哲學と洪耀勳の間〉，《臺灣東亞文明研究學刊》，卷12期1，頁111-141。
- 廖欽彬，2015，〈東亞脈絡下的實存哲學發展：日本哲學與洪耀勳之間〉，蔡振豐、林永強、張政遠（編），《東亞傳統與現代哲學中的自我與個人》，頁231-260。臺北：臺灣大學出版中心。
- 廖欽彬，2016，〈洪耀勳的真理論〉，洪子偉（編），《存在交涉：日治時期的臺灣哲學》，頁119-140。臺北：聯經。
- 廖欽彬，2018，〈務台理作與洪耀勳的思想關連——「辯證法實存」概念的探索〉，《國立臺灣大學哲學論評》，期55，頁1-32。
- 廖欽彬，2019，〈務臺理作與洪耀勳的辯證法實存概念探索〉，洪子偉、鄧敦民（編），《啟蒙與反叛─臺灣哲學的百年浪潮》。臺北：國立臺灣大學出版中心。
- 廖欽彬（編），2019，《洪耀勳文獻選輯》。臺北：國立臺灣大學出版中心。
- 歐素瑛，2008，〈〈洪耀勳（1902～1986）─ 臺灣西洋教育的引界者〉〉，《臺灣教育人物誌》，頁47-60。臺中：國立教育資料館。
- 解志熙，2013，〈遗迹犹存“西来意”——存在主义哲学和文学在1940年代中国流传之存证〉，《华中师范大学学报（人文社会科学版）》，卷52期６，頁94-113。
- 臺灣大學哲學系，2011，《洪耀勳教授紀念座談會DVD 》。臺北：臺灣大學哲學系。